# Josephine Langford
Pour les articles homonymes, voir Langford.
Josephine Langford, née le 18 août 1997 à Perth en Australie, est une actrice australienne. Elle est connue principalement pour jouer le rôle de Tessa dans la saga After, adaptée de la série de livres romantiques à succès d'Anna Todd. Elle a aussi joué Emma Cunningham dans le film Moxie, sorti sur Netflix, ainsi que Katy Gibson dans Evolution sorti en 2022. Elle est le personnage principal dans une autre comédie romantique, The Other Zoey (en), sortie 2023, au côté de Drew Starkey (Outer Banks) et Archie Renaux (Shadow and Bone).

## Biographie
Josephine Langford naît à Perth, en Australie, le 18 août 1997. Elle est la fille cadette d'Elisabeth et Stephen Langford, médecins, respectivement pédiatre et directeur des services médicaux du Royal Flying Doctor Service en Australie. Sa sœur aînée est l'actrice Katherine Langford, révélée pour son rôle de Hannah Baker dans la série télévisée 13 Reasons Why. 
Enfant, Josephine Langford s'intéresse à la musique et joue du saxophone, du violon ainsi que du piano. Elle prend des cours de comédie dès l'âge de 13 ans. À 15 ans, elle suit des cours à la Perth Film School.

### Carrière
Josephine Langford fait ses premiers pas devant la caméra en 2012. Elle joue la jeune Hayley dans une vidéo institutionnelle produite par le service d'aide juridictionnelle de l'état d'Australie-Occidentale titrée When separating. L'année suivante, elle débute au cinéma dans le court-métrage Sex Ed puis en 2014, elle incarne Renae Armstrong dans un autre court-métrage, Gypsy Blood,,,. À la même époque elle fait une apparition dans Pulse de Stevie Cruz-Martin, un film d'auteur australien présenté dans les festivals en 2017 dont la post-production s'achève mi-2015. Au tout début de l'année 2016, elle est Katie, une jeune fêtarde, dans une vidéo interactive de prévention de la criminalité adolescente produite par la Constable Care Child Safety Foundation,. Elle tient ensuite le rôle d'Emma Webber dans la série télévisée australienne d'horreur Wolf Creek pendant les deux premiers épisodes de la seconde saison diffusée en 2016,,.
En 2017, Josephine Langford obtient son premier rôle à Hollywood en interprétant Darcie Chapman dans I Wish : Faites un vœu. Elle y est opposée brièvement à l'héroïne jouée par Joey King dans le personnage d'une étudiante aussi populaire que détestable. Le film est un succès relatif en France avec plus de 300 000 entrées en salles.
Elle apparaît, en 2019, dans un épisode de la série Into the Dark.

#### Succès au cinéma
En 2019, elle accède à la notoriété auprès du public adolescent en tenant le rôle principal de Theresa « Tessa » Young aux côtés de Hero Fiennes-Tiffin, dans le film After : Chapitre 1,. Ce film, réalisé par Jenny Gage est adapté du roman à succès du même nom écrit par Anna Todd, publié en 2014. Josephine Langford avait initialement auditionné pour le rôle secondaire de Molly, mais elle est retenue pour incarner l’héroïne du film, une jeune étudiante sage qui s'abandonne dans les bras d'un garçon rebelle. En France, plus de 600 000 spectateurs se déplacent en première semaine pour le voir. Ils sont près du double au bout d'un mois d'exploitation en salles. Le film a rapporté 69,7 millions de dollars dans le monde. 
Le deuxième volet, After : Chapitre 2 (After We Collided), réalisé par Roger Kumble est prévu pour octobre 2020 aux États-Unis, mais il sort finalement le 22 décembre 2020 sur Amazon Prime Vidéo.

## Filmographie

### Cinéma

#### Courts métrages
- 2013 : Sex Ed de Rob Viney : une étudiante
- 2014 : Gypsy Blood de Christopher R. Watson : Renae Armstrong

#### Longs métrages
- 2017 : I Wish : Faites un vœu de John R. Leonetti : Darcie Chapman
- 2019 : After : Chapitre 1 de Jenny Gage : Theresa « Tessa » Young
- 2020 : After : Chapitre 2 de Roger Kumble : Theresa « Tessa » Young
- 2021 : Moxie de Amy Poehler : Emma Cunningham
- 2021 : After : Chapitre 3 de Castille Landon : Theresa « Tessa » Young
- 2022 : Gigi et Nate (en) de Nick Hamm : Katy Gibson
- 2022 : After : Chapitre 4 de Castille Landon : Theresa « Tessa » Young
- 2023 : After : Chapitre 5 de Castille Landon : Theresa « Tessa » Young
- 2023 : The Other Zoey (en) de Sara Zandieh : Zoey Miller

### Télévision

#### Séries télévisées
- 2016 : Wolf Creek de Greg McLean : Emma Webber
- 2019 : Into the Dark de Louis Ackerman, Paul Davis et Paul Fischer : Clair Singer

#### Documentaires
- 2024 : Beyond After de Didier Allouch : elle-même

### Podcasts
- 2020 : Day by Day de Jamie Dolan et Adam Faze : Lucy et Belle Williams[4]

## Théâtre
- 2021 : The Great Gatsby Live Read! de Brando Crawford : Jordan Baker

## Distinctions
- 2019 : Teen Choice Awards : Meilleure Actrice Dramatique Pour After : Chapitre 1